# Хантингдон (Квебек)
Хантингдон (фр. Huntingdon) је град у Канади у покрајини Квебек. Према резултатима пописа 2011. у граду је живело 2.457 становника.

## Становништво
Према резултатима пописа становништва из 2011. у граду је живело 2.457 становника, што је за 5,0% мање у односу на попис из 2006. када је регистровано 2.587 житеља.
| 2006. | 2011. |
| ----- | ----- |
| 2.587 | 2.457 |